# Franz Schubert
Franz Peter Schubert (Viena, 31 de enero de 1797-Viena, 19 de noviembre de 1828), conocido como Franz Schubert, fue un compositor austríaco de los principios del Romanticismo musical y, a la vez, continuador de la sonata clásica siguiendo el modelo de Ludwig van Beethoven. A pesar de su corta vida, dejó un gran legado, que incluye más de seiscientas obras vocales seculares (principalmente en lieder), siete sinfonías completas, música sacra, óperas, música incidental y gran cantidad de obras para piano y música de cámara. Entre sus obras principales figuran el Quinteto La trucha, la Sinfonía inacabada o inconclusa, la Sinfonía Grande, las tres últimas sonatas para piano (D. 958, 959 y 960), la ópera Fierrabras (D. 796), la música incidental de la obra de teatro Rosamunda (D. 797) y los ciclos de canciones La bella molinera (D. 795) y Viaje de invierno (D. 911).
Nació en el suburbio Himmelpfortgrund de Viena, y sus dotes poco comunes para la música fueron evidentes desde sus primeros años. Su padre le dio las primeras lecciones de violín y su hermano mayor le dio lecciones de piano, pero Schubert pronto superó a sus maestros. En 1808, a la edad de once años, entró como alumno en la escuela Stadtkonvikt, donde se familiarizó con la música orquestal de Joseph Haydn, Wolfgang Amadeus Mozart y Ludwig van Beethoven. Lo abandonó a finales de 1813 y regresó a su hogar para vivir con su padre, donde comenzó a estudiar para hacerse maestro de escuela. A pesar de esto, continuó sus estudios de composición con Antonio Salieri. En 1821, la Gesellschaft der Musikfreunde lo admitió como miembro intérprete, lo que lo ayudó a darse a conocer entre la ciudadanía vienesa. Dio un concierto de sus propias obras con gran éxito de crítica en marzo de 1828, la única vez que lo hizo en su carrera. Murió ocho meses después a los 31 años, y la causa oficialmente atribuida fue la fiebre tifoidea, aunque algunos historiadores creen que fue por sífilis.
La valoración de su música mientras vivía se limitó a un círculo relativamente pequeño de admiradores en Viena, pero el interés en su obra aumentó significativamente en las décadas posteriores a su muerte. Felix Mendelssohn, Robert Schumann, Franz Liszt, Johannes Brahms y otros compositores del siglo XIX descubrieron y defendieron sus obras. Hoy, Schubert se encuentra entre los mejores compositores de música clásica occidental, y su música sigue siendo popular.

## Biografía

### Infancia y educación

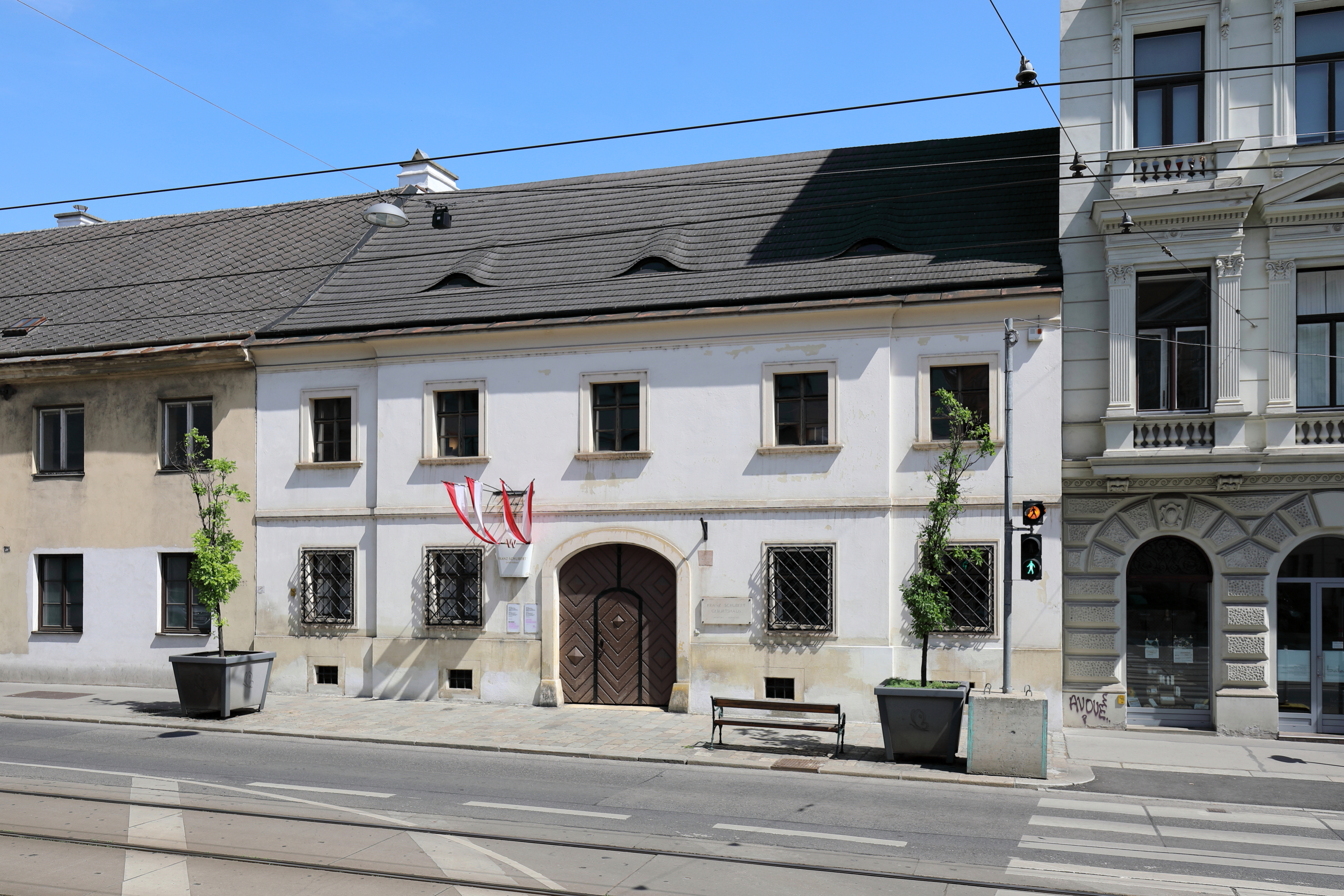
La casa natal de Franz Schubert, en el n.º 54 de la calle Nussdorfer de Viena.

Franz Peter Schubert nació en Himmelpfortgrund (ahora parte de Alsergrund, Viena) el 31 de enero de 1797 y lo bautizaron al catolicismo al día siguiente. Era el duodécimo hijo de Franz Theodor Florian Schubert (1763-1830) y Maria Elisabeth Katharina Vietz (1756-1812). Sus antepasados inmediatos provenían de la provincia de Zlaté Hory en la Silesia austríaca. Su padre, hijo de un campesino de Moravia, era un conocido maestro de escuela parroquial y a su escuela en Lichtental (en el noveno distrito de Viena) asistieron numerosos estudiantes. Llegó a Viena desde Zlaté Hory en 1784 y fue nombrado maestro de escuela dos años después. La madre de Schubert era hija de un maestro cerrajero silesio y había sido criada de una familia vienesa antes del matrimonio. De los catorce hijos de Franz Theodor y Elisabeth (uno de ellos ilegítimo, nacido en 1783), nueve murieron en la infancia.
A la edad de cinco años, Schubert comenzó a recibir clases regulares de su padre, y un año después se matriculó en la escuela de éste. Aunque no se sabe exactamente cuándo recibió su primera instrucción musical, su hermano Ignaz le dio lecciones de piano, pero duraron muy poco tiempo, ya que Franz lo sobrepasó en unos pocos meses. Ignaz después recordó:

I was amazed when Franz told me, a few months after we began, that he had no need of any further instruction from me, and that for the future he would make his own way. And in truth his progress in a short period was so great that I was forced to acknowledge in him a master who had completely distanced and out stripped me, and whom I despaired of overtaking.
Me sorprendió cuando Franz me dijo, unos meses después de que comenzáramos, que no necesitaba más lecciones de mi parte y que en el futuro seguiría su propio camino. Y, en verdad, su progreso en un período de tiempo tan corto, fue tan grande que me vi obligado a reconocer en él a un maestro que no solo me había sobrepasado por completo, sino que hasta me había desbancado, y a quien me desesperaba [inútilmente] por adelantar.

Su padre le dio sus primeras lecciones de violín cuando tenía ocho años, formándolo hasta el punto de que podía tocar duetos fáciles de manera competente. Poco después, recibió sus primeras lecciones fuera de la familia a cargo de Michael Holzer, organista y director de coro de la iglesia parroquial en Lichtental. Holzer a menudo le aseguraba al padre de Schubert, con lágrimas en los ojos, que nunca había tenido un alumno como él y las lecciones pudieron haber consistido en gran medida en conversaciones y expresiones de admiración. Holzer dio al joven clases de piano y órgano, así como en bajo cifrado. Según Holzer, sin embargo, no le dio ninguna instrucción real, ya que Schubert ya sabía todo lo que intentaba enseñarle. Más bien, lo miraba con «asombro y silencio». Parece que el chico adquirió más conocimientos con un aprendiz de carpintero que lo llevaba a un almacén de pianofortes cercano, donde practicaba con mejores instrumentos. También tocaba la viola en el cuarteto de cuerdas familiar, con sus hermanos Ferdinand e Ignaz en el primer y segundo violín y su padre en el violonchelo. Escribió sus primeros cuartetos para cuerdas para este conjunto.
En 1804, el joven Schubert llamó la atención de Antonio Salieri, entonces la principal autoridad musical de Viena, que reconoció su talento vocal. En noviembre de 1808, se convirtió en alumno del Stadtkonvikt (Seminario imperial) gracias a una beca para el coro. En él, descubrió las oberturas y sinfonías de Mozart, las sinfonías de Joseph Haydn y su hermano menor Michael Haydn y las oberturas y sinfonías de Beethoven, un compositor por el que desarrolló una admiración significativa. Su contacto con estas y otras obras, combinado con visitas ocasionales a la ópera, sentaron las bases para una educación musical más amplia. También le influyeron considerablemente las canciones de Johann Rudolf Zumsteeg, un importante compositor de lieder. El joven estudiante precoz «quería modernizar» las canciones de Zumsteeg, según Joseph von Spaun, amigo de Schubert. Su amistad con Spaun empezó en el Stadtkonvikt y duró toda su corta vida. En aquellos primeros años, el económicamente acomodado Spaun proporcionó al empobrecido Schubert gran parte de su papel para manuscritos.
Mientras tanto, comenzó a mostrar su genio en sus composiciones. Salieri decidió empezar a darle clases en privado de teoría musical e incluso de composición. Según Ferdinand, la primera composición para piano del niño fue una Fantasía para cuatro manos. Su primera canción, Klagegesang der Hagar, la escribió un año después. Se le permitió ocasionalmente dirigir la orquesta del Stadtkonvikt y fue la primera orquesta para la que escribió. Dedicó gran parte del resto de su tiempo en el Stadtkonvikt a componer música de cámara, varias canciones, piezas para piano y, más ambiciosamente, obras corales litúrgicas en forma de «Salve Regina» (D. 27), un «Kyrie» (D. 31), además del inacabado «Octeto para viento» (D. 72, que se dice que conmemora la muerte de su madre en 1812), la cantata Wer ist groß? para voces masculinas y orquesta (D. 110, para el cumpleaños de su padre en 1813) y su Primera Sinfonía (D. 82).

### Profesor en la escuela de su padre

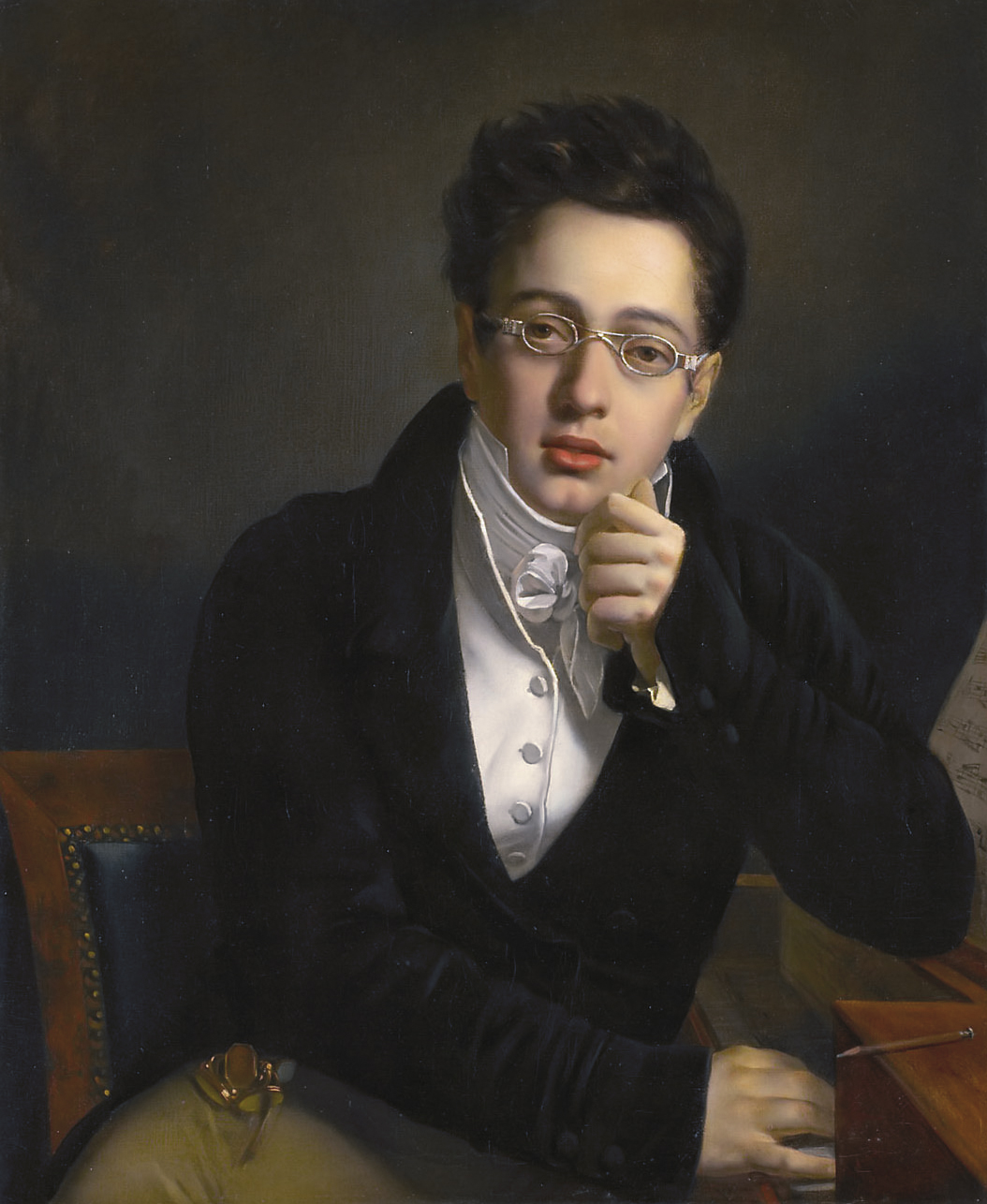
El joven Schubert, óleo de Josef Abel.

A finales de 1813, Schubert abandonó el Stadtkonvikt y regresó a su casa para recibir formación docente en la St. Anna Normal-hauptschule. En 1814, ingresó en la escuela de su padre como maestro de los alumnos más jóvenes. Durante más de dos años, el joven sintió una gran monotonía. Sin embargo, había intereses que lo compensaban. Continuó recibiendo lecciones privadas de composición de Salieri, quien le dio más experiencia técnica real que cualquiera de sus otros maestros, antes de su separación en 1817.
En 1814, conoció a una joven soprano llamada Therese Grob, hija de un fabricante local de seda, y escribió varias de sus obras litúrgicas (incluyendo una «Salve Regina» y un «Tantum ergo») para ella. También fue la soprano solista en el estreno de su Misa n.º 1 (D. 105) en septiembre de 1814. Schubert quería casarse con ella, pero se vio obstaculizado por la severa ley de consentimiento matrimonial de 1815, que exigía que un aspirante a novio demostrara que tenía los medios para mantener a una familia. En noviembre de 1816, después de no poder obtener un puesto musical en Laibach (ahora Liubliana, Eslovenia), Schubert envió al hermano de Therese, Heinrich, una colección de canciones, que la familia guardó hasta el siglo XX.
Uno de sus años más prolíficos fue 1815. Compuso más de 20 000 compases de música, más de la mitad de los cuales fueron para orquesta, incluyendo nueve obras sacras (a pesar de ser agnóstico), una sinfonía y alrededor de 140 lieder. En ese año, también conoció a Anselm Hüttenbrenner y Franz von Schober, quienes se convirtieron en sus amigos para el resto de su vida. Spaun le presentó igualmente a otro amigo, Johann Mayrhofer. En estos años compuso el lied Erlkönig, inspirado en un poema homónimo de Johann Wolfgang von Goethe.
A lo largo de 1815, vivió con su padre en casa. Su madre había muerto en 1812. Continuó enseñando en la escuela e impartiendo lecciones musicales privadas, con lo que ganaba suficiente dinero para sus necesidades básicas, incluyendo ropa, papel para manuscritos, plumas y tinta, pero con poco o ningún dinero sobrante para lujos. Spaun sabía muy bien que Schubert estaba descontento con su vida en la escuela y estaba preocupado por su desarrollo intelectual y musical. En mayo de 1816, Spaun se mudó de su apartamento en Landskrongasse (en el centro de la ciudad) a un nuevo domicilio en el suburbio de Landstraße. Una de las primeras cosas que hizo, después de instalarse en la nueva residencia, fue invitarlo a pasar unos días con él. Esta fue probablemente la primera visita de Schubert fuera de casa o la escuela. Su infelicidad durante sus años como maestro de escuela posiblemente diera muestra de signos tempranos de depresión y es prácticamente seguro que sufrió de ciclotimia a lo largo de su vida.
El musicólogo Maynard Solomon sugirió que Schubert se sentía eróticamente atraído por los hombres, una tesis que, a veces, ha sido debatida acaloradamente. En cambio, la musicóloga y experta en Schubert Rita Steblin afirmó que «perseguía a mujeres». Las teorías sobre la sexualidad de Schubert han comenzado a influir en la interpretación de su obra en artículos académicos.

### Ayuda de sus amigos

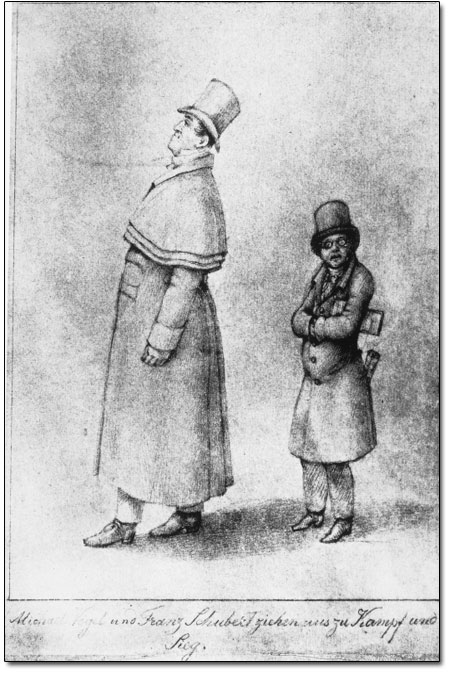
Caricatura de Johann Michael Vogl y Franz Schubert por Franz von Schober (1825).

En 1816, ocurrieron cambios significativos. Franz von Schober, un estudiante de buena familia y con algunos medios económicos, invitó a Schubert a vivir con él en la casa de su madre. La propuesta fue particularmente oportuna, ya que Schubert acababa de presentar la solicitud sin éxito para el puesto de maestro de capilla en Laibach y también había decidido no reanudar las tareas de enseñanza en la escuela de su padre. A finales de año, se convirtió en huésped de Schober. Durante un tiempo, intentó aumentar los recursos del hogar dando clases de música, pero pronto las abandonó y se dedicó a la composición. «Compongo todas las mañanas y cuando una pieza está terminada, comienzo otra». Durante ese año, se centró en obras orquestales y corales, aunque también continuó escribiendo lieder. Gran parte de este trabajo fue inédito, pero circularon manuscritos y copias entre amigos y admiradores.
A principios de 1817, Schober le presentó a Johann Michael Vogl, un destacado barítono veinte años mayor que Schubert. Vogl, para quien el compositor escribió muchas canciones, se convirtió en uno de sus principales defensores en los círculos musicales vieneses. También conoció a Joseph Hüttenbrenner (hermano de Anselm), quien también jugó un papel en la promoción de su música. Estos, y un creciente círculo de amigos y músicos, se hicieron responsables de promover, recopilar y, después de su muerte, preservar su obra.
A finales de 1817, su padre obtuvo un nuevo puesto en una escuela en Rossau, no lejos de Lichtental. Schubert se reincorporó con él y a regañadientes asumió las tareas de enseñanza allí. A principios de 1818, solicitó la entrada en la prestigiosa Gesellschaft der Musikfreunde, con la intención de que lo admitieran como acompañante, pero también para que su música, especialmente sus canciones, se pudiera interpretar en los conciertos vespertinos. Lo rechazaron aduciendo que «no era un aficionado», aunque en ese tiempo había estado empleado como maestro de escuela y ya había músicos profesionales entre los miembros de la sociedad. Sin embargo, comenzó a ganar más atención en la prensa y la primera presentación pública de una obra secular, una obertura realizada en febrero de 1818, recibió elogios de la prensa en Viena y en el extranjero.
Schubert pasó el verano de 1818 como profesor de música para la familia del conde Johann Karl Esterházy en su palacio en Zseliz (ahora Želiezovce, Eslovaquia). La paga era relativamente buena y su función de enseñar piano y canto a las dos hijas era relativamente liviana, lo que le permitía componer felizmente. Pudo haber escrito su Marcha militar en re mayor (D. 733 n.º 1) para Marie y Karoline, además de otros duetos de piano. A su regreso de Zseliz, se instaló con su amigo Mayrhofer.
A principios de la década de 1820, Schubert era parte de un círculo muy unido de artistas y estudiantes que tenían reuniones sociales que se conocieron como «schubertiadas». Muchas de ellas tuvieron lugar en el gran apartamento de Ignaz von Sonnleithner en Gundelhof (Brandstätte 5, Viena). El cerrado círculo de amigos con el que se rodeó recibió un duro golpe a principios de 1820. Schubert y cuatro de sus amigos fueron arrestados por la policía austríaca, la cual (después de la Revolución francesa y las Guerras napoleónicas) estaba en guardia contra las actividades revolucionarias y de cualquier reunión sospechosa de jóvenes o estudiantes. Uno de sus amigos, Johann Senn, fue juzgado, encarcelado por más de un año y luego se le prohibió permanentemente entrar en Viena. Los otros cuatro, incluido el compositor, fueron «severamente reprendidos», en parte por «burlarse de [los funcionarios] con un lenguaje ofensivo y deshonroso». Si bien Schubert nunca volvió a ver a Senn, puso música a algunos de sus poemas, Selige Welt (D. 743) y El canto del cisne (D. 744). El incidente pudo haber sido motivo de una pelea con Mayrhofer, con quien vivía en ese momento.
Sus amigos lo apodaron «Schwammerl», lo que Gibbs traduce como «Panzón» o «Setita», ya que medía poco más de metro y medio de alto. Gibbs también afirma que ocasionalmente podía beber en exceso y señala que las referencias a su consumo excesivo de alcohol «... no sólo aparecen en informes posteriores, sino también en documentos durante su vida».

### Madurez musical

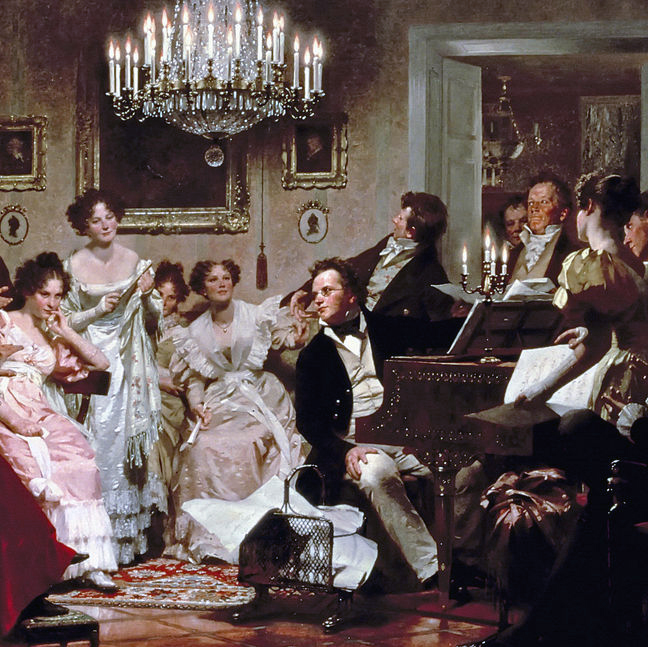
Schubertiada. Óleo de Julius Schmid de 1897.

Las composiciones de 1819 y 1820 muestran un marcado avance en el desarrollo y madurez del estilo. En febrero inició el oratorio inacabado Lazarus (D. 689). Más tarde, compuso, en medio de una serie de obras más pequeñas, el himno «Der 23. Psalm» (D. 706), el octeto «Gesang der Geister über den Wassern» (D. 714), el Quartettsatz en do menor (D. 703 ) y la Wanderer-Fantasie en do mayor para piano (D. 760). En 1820, se representaron dos de sus óperas: Los hermanos gemelos (D. 647) en el Theater am Kärntnertor el 14 de junio y Die Zauberharfe (D. 644) en el Theater an der Wien el 21 de agosto. Hasta ese momento, sus composiciones más grandes (aparte de sus misas) se habían restringido a la orquesta amateur en Gundelhof (Brandstätte 5, Viena), una sociedad que surgió de las «schubertiadas» en su casa. Comenzó a asumir una posición más prestigiosa, dirigiéndose a un público más amplio. Los editores, sin embargo, permanecieron distantes y Anton Diabelli aceptó vacilante imprimir algunas de sus obras por encargo. Los primeros siete opus (todo canciones) aparecieron en estos términos. Entonces cesaron los encargos y empezó a recibir escasos ingresos por derechos de autor. La situación mejoró un poco en marzo de 1821 cuando Vogl interpretó la canción Erlkönig (D. 328) en un concierto que fue un rotundo éxito. Ese mes, Schubert compuso una variación sobre un vals de Diabelli (D. 718) y fue uno de los cincuenta compositores que contribuyeron a la publicación de Vaterländischer Künstlerverein.
Schubert se centró más firmemente que nunca en la producción de dos óperas, con las que, por diversas razones, apenas tuvo éxito. Con todo, se embarcó en veinte proyectos escénicos, cada uno de los cuales rápidamente se olvidaron. En 1822, rechazaron Alfonso y Estrella, en parte debido a su libreto (escrito por su amigo, Franz von Schober). En 1823, Fierrabras (D. 796) también fue marginada: Domenico Barbaja, impresario de los teatros de la corte, perdió en gran parte el interés por la nueva ópera alemana a causa de la popularidad de Gioachino Rossini y el estilo operístico italiano, y al fracaso de Euryanthe de Carl Maria von Weber. El censor prohibió Die Verschworenen (D. 787), aparentemente por su título, y, después de dos noches, retiraron Rosamunda (D. 797) debido a la pobre calidad de la obra para la que Schubert había escrito música incidental.
A pesar de sus fracasos operísticos, su reputación se estaba acrecentando constantemente en otros ámbitos. En 1821, la Gesellschaft der Musikfreunde finalmente lo aceptó como socio, y el número de interpretaciones de su música aumentó notablemente. Estas actuaciones contribuyeron a que su prestigio creciera rápidamente entre los miembros de la Gesellschaft y a que su nombre fuera conocido por el público en general. Algunos de los miembros de la Gesellschaft, en particular Ignaz von Sonnleithner y su hijo Leopold von Sonnleithner, tenían una influencia considerable en los asuntos de la sociedad y, como resultado de eso, y de la creciente reputación de Schubert, la Gesellschaft incluyó sus obras en tres conciertos importantes en 1821. En abril, se interpretó uno de sus cuartetos de voz masculina y en noviembre tuvo lugar la primera actuación pública de su Obertura en mi menor (D. 648). En un concierto diferente en el mismo día del estreno de la Obertura, se interpretó su canción «Der Wanderer» (D. 489).
En 1822, Schubert conoció tanto a Weber como a Beethoven, pero los encuentros tuvieron poco resultado. Sin embargo, se dice que Beethoven reconoció su don en algunas ocasiones. En su lecho de muerte, al parecer Beethoven examinó algunas de las obras del joven y exclamó: «¡En verdad, la chispa del genio divino reside en este Schubert!». Según consta, Beethoven también predijo que «causaría una gran sensación en el mundo» y lamentó no haber sabido más sobre él antes. Deseaba ver sus óperas y obras para piano, pero su grave enfermedad le impidió hacerlo.

### Últimos años y obras maestras

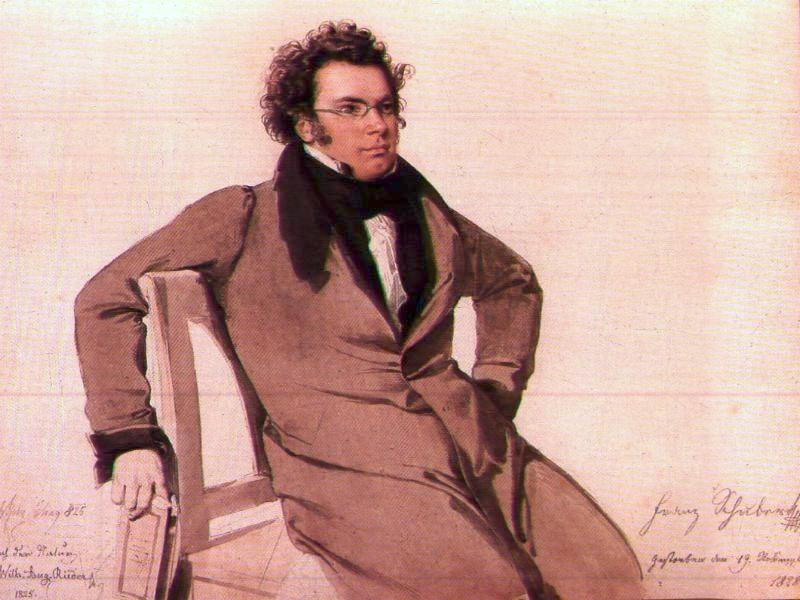
Franz Schubert en 1825. Acuarela de Wilhelm August Rieder.

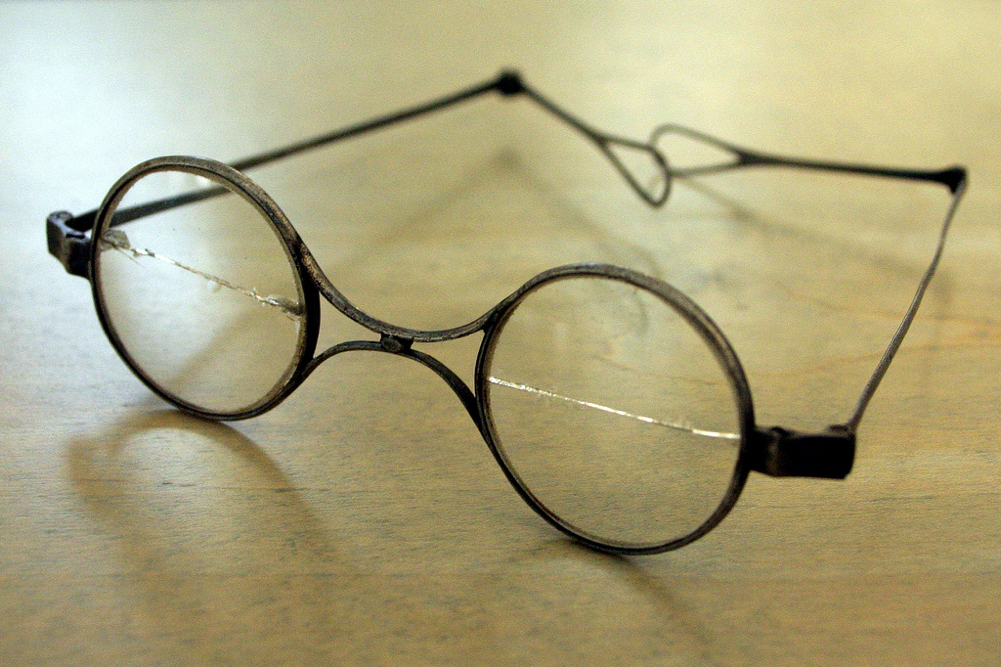
Gafas de Franz Schubert.

A pesar de sus preocupaciones escénicas y más tarde por sus deberes oficiales, Schubert encontró tiempo durante estos años para crear una cantidad significativa de composiciones. Completó la Misa en mi bemol mayor (D. 678) en 1822 y ese mismo año se embarcó repentinamente en una obra que de manera más decisiva que casi cualquier otra en esos años mostraba la madurez de su visión personal, la Sinfonía en si menor, conocida como Sinfonía inacabada (D. 759). La razón por la que la dejó sin terminar, después de escribir dos movimientos y bocetos de un tercero, continúa siendo discutida y analizada. También es destacable que no lo mencionara a ninguno de sus amigos, aunque como Brian Newbould señala, debió sentirse emocionado por lo que estaba logrando. El manuscrito con ambos movimientos completos pasó a manos de su amigo Anselm Hüttenbrenner, quien los conservó en un cajón durante más de cuarenta años. En 1865 se los entregó al director de orquesta Johann von Herbeck, quien en diciembre de ese mismo año dirigió en Viena el estreno de la obra incompleta. No se ha encontrado explicación a los motivos que condujeron a Schubert a dejarla inconclusa.
En 1823, Schubert escribió su primer ciclo de canciones a gran escala, La bella molinera (D. 795), basado en poemas de Wilhelm Müller. Esta serie, junto con el ciclo posterior Viaje de invierno (D. 911, que también musicaliza textos de Müller en 1827) es considerada ampliamente como una de las cumbres del lied. Ese mismo año compuso asimismo la canción «Du bist die Ruh» (D. 776) y aparecieron por primera vez los síntomas de sífilis. Los trastornos que esto implicó en su vida enfatizaron el lado más amargo y melancólico del compositor. Necesitado de comprensión, escribió en 1824 estas líneas angustiadas a su amigo Leopold Kupelwieser:

Hace tiempo que quería escribirte, pero nunca sabía desde dónde, adónde. Ahora se me ofrece la oportunidad y por fin puedo abrir mi corazón a alguien. Tú eres bueno, y seguro que me vas a perdonar lo que otros se habrían tomado a mal. En una palabra, creo que soy el ser más infeliz y miserable del mundo. Imagínate a un hombre cuya salud nunca volverá a ser lo que era y que, sumido en la desesperación por ello, empeora cada vez más las cosas en lugar de mejorarlas; imagínate a un hombre, te digo, cuyas más luminosas esperanzas se han desvanecido, a quien la felicidad del amor y la amistad no tienen nada que ofrecer sino dolor, como mucho, cuyo entusiasmo (por lo menos estimulante) por todas las cosas bellas amenaza con desaparecer, y te pregunto, ¿no es un ser infeliz y miserable? Mi tranquilidad ha desaparecido, mi corazón está oprimido, no lo encuentro nunca; así ahora puedo cantar todos los días, pues todas las noches, cuando me voy a dormir, confío en no despertar ya nunca, y cada mañana me anuncia sólo la misma pena del día anterior. De esta manera, sin alegría ni amigos, paso los días, a excepción de cuando me visitó Schwind y me trajo un rayo de aquellos dulces días pasados.

En 1824, escribió las variaciones en mi menor para flauta y piano Trockne Blumen, una canción del ciclo La bella molinera y varios cuartetos de cuerda. Igualmente escribió la Sonata arpeggione (D. 821) para ese instrumento y piano en el momento en que el primero tuvo una cierta popularidad. En la primavera de ese año, escribió el Octeto en fa mayor (D. 803), un boceto de una Gran Sinfonía, y en el verano volvió a Zseliz. Allí se sintió atraído por el lenguaje musical húngaro y escribió el Divertissement à la hongroise en sol menor para dúo de piano (D. 818) y el Cuarteto de cuerda en la menor (Rosamunde, D. 804). Se ha dicho que tenía una pasión desesperada por su alumna, la condesa Caroline Esterházy, pero la única obra que le dedicó fue su Fantasía en fa menor para dúo de piano (D. 940). Su amigo Eduard von Bauernfeld escribió el siguiente verso, que parece hacer referencia a los sentimientos no correspondidos de Schubert:

In love with a Countess of youthful grace,

—A pupil of Galt's; in desperate case

Young Schubert surrenders himself to another,

And fain would avoid such affectionate pother.
Enamorado de una condesa de gracia juvenil, 

una alumna de Galt; en un caso desesperado, 

el joven Schubert se entrega a otra

y de buen grado evitaría tal afectuoso alboroto.

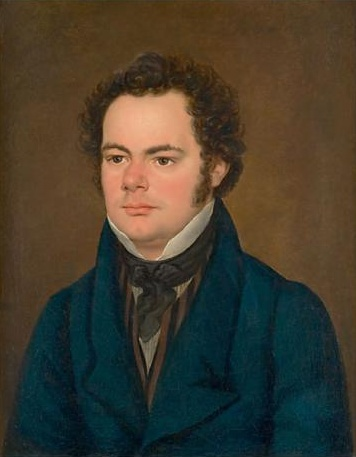
Retrato de Franz Schubert hecho por Anton Depauly (1827).

Los reveses de años anteriores fueron compensados por la prosperidad y la felicidad de 1825. Había publicado más rápido, se alivió el estrés por la pobreza durante un tiempo y en el verano tuvo unas agradables vacaciones en la Alta Austria, donde fue recibido con entusiasmo. Fue durante esta gira cuando produjo el ciclo de siete canciones Fräulein am See, basado en La dama del lago de Walter Scott, y que incluía Ellens dritter Gesang (Ave María, D. 839). La letra de la traducción al alemán del poema de Scott, realizada por Adam Storck, se reemplaza con frecuencia por el texto completo de la oración tradicional católica «Ave María», pero no era la composición original de la melodía de Schubert. El original se abre con el saludo «Ave María», que sólo se repite en el estribillo. En 1825, también escribió la Sonata para piano en la menor (D. 845, publicada por primera vez como op. 42) y comenzó la Sinfonía Grande (D. 944), que completó al año siguiente.
De 1826 a 1828, residió continuamente en Viena, excepto por una breve visita a Graz en 1827. En 1826, dedicó una sinfonía (D. 944, que más tarde se conocería como la «Grande» en do mayor) a la Gesellschaft der Musikfreunde y recibió a cambio una remuneración. El Cuarteto de cuerda n.º 14 en re menor (D. 810), con las variaciones de «La muerte y la doncella», los escribió durante el invierno de 1825-1826 y se representaron por primera vez el 25 de enero de 1826. Más tarde en ese mismo año llegó el Cuarteto de cuerda n.º 15 en sol mayor (D. 887, publicado por primera vez como op. 161), el Rondó en si menor para violín y piano (D. 895), Rondeau brillant y la Sonata para piano en sol mayor (D. 894, publicada por primera vez como Fantasía en sol, op. 78). También produjo en 1826 tres canciones basadas en obras de William Shakespeare, de las cuales «Ständchen» (D. 889) y «An Sylvia» (D. 891) fueron supuestamente escritas el mismo día, la primera en una taberna, donde puso fin al paseo de la tarde, y la segunda a su regreso a su alojamiento en la noche.
Las obras de sus últimos dos años revelan a un compositor entrando en una nueva etapa profesional y compositiva. Aunque partes de su personalidad estaban influidas por sus amigos, su mejor música se nutrió de la intensa dimensión personal de su soledad y fue fuera de esta dimensión por lo que escribió su mejor música. La muerte de Beethoven lo afectó profundamente y pudo haberlo motivado a alcanzar nuevas cimas artísticas. En 1827, Schubert escribió el ciclo de canciones Viaje de invierno (D. 911), la Fantasía en do mayor para violín y piano (D. 934, publicada por primera vez como op. post. 159), el Impromptu para piano y los dos tríos de piano (el primero en si bemol mayor, D. 898 y el segundo en mi bemol mayor, D. 929). En 1828, compuso la cantata Mirjams Siegesgesang (D. 942) sobre un texto de Franz Grillparzer, la Misa en mi bemol mayor (D. 950), el Tantum ergo (D. 962) en la misma tonalidad, el Quinteto para cuerdas en do mayor (D. 956), el segundo «Benedictus» de la Misa en do mayor (D. 961), las tres Últimas sonatas para piano (D. 958, 959 y 960) y la colección de 13 Lieder nach Gedichten von Rellstab und Heine para voz y piano, también conocida como El canto del cisne (D. 957). La Sinfonía Grande está fechada en 1828, pero los expertos en Schubert creen que esta sinfonía la escribió en gran parte entre 1825 y 1826 y fue revisada para su posible representación en 1828. La orquesta de la Gesellschaft, según consta, ensayó la sinfonía una vez, pero nunca programó una actuación pública. Las razones siguen siendo desconocidas, aunque la dificultad de la sinfonía es la posible explicación. En las últimas semanas de su vida, comenzó a esbozar tres movimientos para una nueva Sinfonía en re mayor (D. 936A). En esta obra, anticipaba el uso de armónicos de canciones populares y desnudos paisajes sonoros de Gustav Mahler. Schubert expresó el deseo de sobrevivir a su enfermedad final, desarrollar aún más su conocimiento de la armonía y el contrapunto, y de hecho se había citado para recibir lecciones del maestro del contrapunto Simon Sechter.
El 26 de marzo de 1828, aniversario de la muerte de Beethoven, Schubert ofreció, por única vez en su carrera, un concierto público de sus propias obras. El concierto fue un éxito popular y económico, a pesar de que fue eclipsado por las primeras apariciones de Niccolò Paganini en Viena poco después.

### Enfermedad y fallecimiento

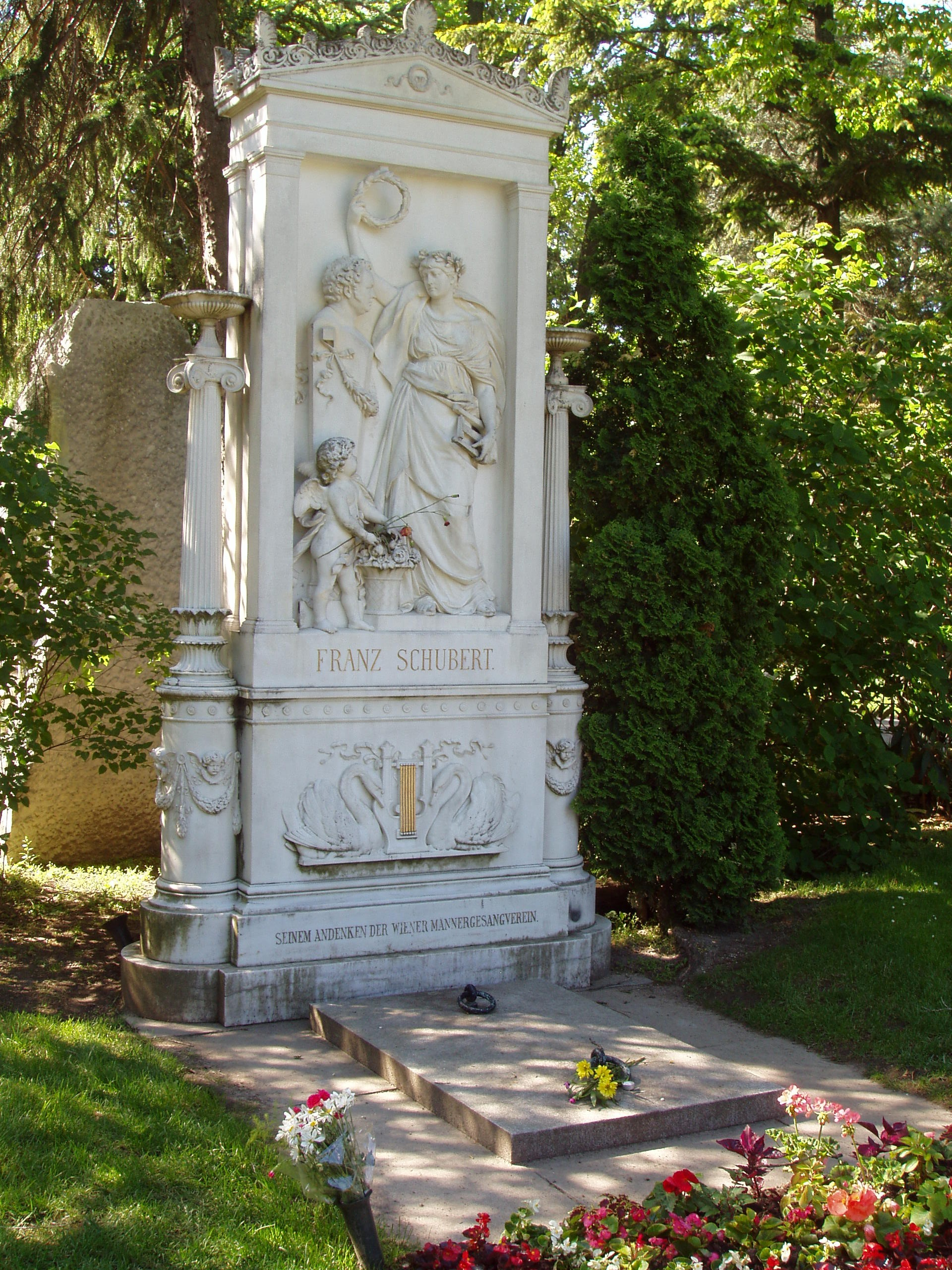
Tumba de Franz Schubert en el Cementerio Central de Viena.

En medio de esta actividad creativa, su salud se fue deteriorando. Se decía de Schubert que hacía tiempo ya «andaba por el mal camino», se hablaba de su afición, y abuso, al alcohol, tabaco y cafeína y de su hedonismo y «sensualidad», que lo llevaron a tener relaciones esporádicas. A finales de la década de 1820, su salud fue empeorando y le confió a algunos amigos que temía estar cerca de la muerte. A finales del verano de 1828, vio al médico Ernst Rinna, quien pudo haber confirmado sus sospechas de que estaba enfermo sin remedio y que probablemente moriría pronto. Algunos de sus síntomas coincidían con los del envenenamiento por mercurio. A principios de noviembre, volvió a enfermar y sufrió dolores de cabeza, fiebre, inflamación de las articulaciones y vómitos. En general, no podía retener alimentos sólidos y su estado de salud empeoraba. Cinco días antes de su muerte, su amigo, el violinista Karl Holz, y su cuarteto de cuerdas lo visitaron para tocar para él. La última obra musical que deseó escuchar fue el Cuarteto de cuerda n.º 14 de Beethoven. Holz comentó: «El rey de la armonía ha enviado al rey de la canción una invitación amistosa para la travesía».
Franz Schubert falleció en Viena, a los 31 años, el 19 de noviembre de 1828, en el apartamento de su hermano Ferdinand. La causa de su muerte fue diagnosticada oficialmente como fiebre tifoidea, aunque se han propuesto otras teorías, incluida la etapa terciaria de la sífilis. Fue enterrado a petición propia cerca de Beethoven, a quien había admirado toda su vida, en el cementerio de Währing (Viena). Schubert había portado la antorcha en el funeral de Beethoven un año antes de su propia muerte.
En 1872, se erigió un monumento a Franz Schubert en el Stadtpark de Viena. En 1888, las tumbas de Schubert y Beethoven fueron trasladadas al Cementerio Central de Viena, donde ahora se pueden encontrar junto a las de Johann Strauss (hijo) y Johannes Brahms. Anton Bruckner estuvo presente en ambas exhumaciones y buscó en ambos ataúdes y sostuvo sus venerados cráneos en sus manos. El cementerio de Währing se convirtió en un parque en 1925, llamado Schubert Park, y su antigua tumba está marcada por un busto. El epitafio de Schubert, escrito por su amigo, el poeta Franz Grillparzer, dice: «Die Tonkunst begrub hier einen reichen Besitz, aber noch viel schönere Hoffnungen» («El arte de la música no sólo ha enterrado aquí un preciado tesoro, sino esperanzas aún más espléndidas»).

## Obra

### Composiciones
Schubert fue notablemente prolífico, ya que compuso más de 1500 obras en su breve carrera. Su estilo compositivo progresó rápidamente a lo largo de su corta vida. La mayor parte de sus composiciones son canciones para voz solista y piano (aproximadamente 630). También escribió un número considerable de obras seculares para dos o más voces, especialmente part songs, coros y cantatas. Completó ocho oberturas orquestales y siete sinfonías completas, además de fragmentos de otras seis. Si bien no compuso conciertos, escribió tres obras concertantes para violín y orquesta y una gran cantidad de música para piano solo, incluyendo once sonatas incontrovertiblemente completadas y al menos nueve más en diferentes estados de finalización, numerosas obras misceláneas y muchas danzas cortas, además de producir un gran conjunto de obras para piano a cuatro manos. También compuso más de cincuenta obras de cámara, incluidas algunas obras fragmentarias. La producción sacra de Schubert incluye siete misas y un oratorio, entre otros movimientos para misas y numerosas composiciones más pequeñas. Se le atribuye erróneamente un réquiem, el cual fue compuesto en realidad por su hermano mayor Ferdinand Schubert, también músico y compositor, quien lo compuso unos días antes del fallecimiento de su hermano Franz en su propia casa.  Completó sólo once de sus veinte obras escénicas.

### Estilo
En julio de 1947, el compositor austríaco Ernst Krenek discutió el estilo de Schubert, admitiendo avergonzado que al principio había «compartido la opinión generalizada de que Schubert era un inventor de melodías agradables con suerte ... carente del poder dramático y la inteligencia de búsqueda que distinguía a los maestros "reales" como Johann Sebastian Bach o Ludwig van Beethoven». Krenek escribió que llegó a una evaluación completamente diferente después de un estudio minucioso de las piezas de Schubert a instancias de su amigo y compañero compositor Eduard Erdmann. Krenek señaló que las sonatas para piano daban «una amplia evidencia de que [Schubert] era mucho más que un simple constructor melódico que no conocía, y no le importaba, el oficio de la composición». Cada sonata impresa, según su opinión, exhibía «una gran riqueza de delicadeza técnica» y revelaba a Schubert como «lejos de estar satisfecho con verter sus encantadoras ideas en moldes convencionales, por el contrario, era un artista pensante con un gran apetito por la experimentación».

#### Música instrumental, obras escénicas y música sacra
Ese «apetito por la experimentación» que mencionaba Krenek se manifiesta repetidamente en la producción de Schubert en una amplia variedad de formas y géneros, incluyendo ópera, música sacra, música de cámara y para piano solo y obras sinfónicas. Quizás lo más familiar es que su atrevimiento se refleja en su sentido de modulación notablemente original. Por ejemplo, el segundo movimiento del Quinteto para cuerdas (D. 956), que está en mi mayor, presenta una sección central en la tonalidad vecina de fa menor. También aparece en elecciones inusuales de instrumentación, como en la Sonata en la menor para arpeggione y piano (D. 821) o la partitura no convencional del Quinteto La trucha (D. 667), que es para piano, violín, viola, violonchelo y contrabajo, mientras que los quintetos de piano convencionales tienen partitura para piano y cuarteto de cuerdas.
Aunque las formas sonata clásicas de Beethoven y Mozart influyeron claramente a Schubert, sus estructuras formales y sus desarrollos tienden a dar más una impresión de desarrollo melódico que de drama armónico. Esta combinación de forma clásica y melodía romántica de larga duración a veces les da un estilo discursivo: Robert Schumann describió a su Sinfonía Grande en do mayor como que había alcanzado «longitudes celestiales».

#### Liedery canciones
Schubert dejó su marca más imborrable en el género del lied. Leon Plantinga comenta que «en sus más de seiscientos lieder exploró y amplió las potencialidades del género, como ningún compositor antes que él». Antes de su influencia, los lieder tendían a un tratamiento estrófico y silábico del texto, evocando las cualidades de la canción popular engendradas por las agitaciones del nacionalismo romántico.
Entre los enfoques de Schubert de la poesía de Johann Wolfgang von Goethe, sus arreglos para Gretchen am Spinnrade (D. 118) y Erlkönig (D. 328) son particularmente llamativos por su contenido dramático, uso progresivo de la armonía y su uso de figuraciones pictóricas elocuentes del teclado, como la representación de la rueca y el pedal en el piano en Gretchen y el galope incesante y furioso en Erlkönig. Compuso música usando los poemas de una infinidad de poetas, con Goethe, Johann Mayrhofer y Friedrich Schiller como los tres más frecuentes, y otros como Heinrich Heine, Friedrich Rückert y Joseph von Eichendorff. De particular interés adicional son sus dos ciclos de canciones sobre los poemas de Wilhelm Müller, La bella molinera y Viaje de invierno, que ayudaron a establecer el género y su potencial para la narrativa dramática musical, poética y casi operística. Su última colección de canciones publicada en 1828 después de su muerte, El canto del cisne, también es una contribución innovadora a la literatura de lieder alemana, ya que presenta poemas de diferentes poetas, en especial Ludwig Rellstab, Heine y Johann Gabriel Seidl. El periódico austríaco The Wiener Theaterzeitung escribió sobre Viaje de invierno en ese momento que era una obra que «nadie puede cantar ni escuchar sin sentirse profundamente conmovido».
Antonín Dvořák escribió en 1894 que Schubert, a quien consideraba uno de los compositores verdaderamente grandes, fue claramente influyente en obras más pequeñas, especialmente lieder y obras de piano más cortas: «La tendencia de la escuela romántica ha sido hacia formas cortas y aunque Weber ayudó a mostrar el camino, a Schubert pertenece el principal crédito de originar los modelos cortos de piezas de pianoforte que la escuela romántica ha cultivado preferiblemente. [...] Schubert creó una nueva época con el lied. [...] Todos los otros compositores han seguido sus pasos».

### Publicaciones y catálogos
Cuando Schubert murió, había publicado alrededor de 100 opus, principalmente canciones, música de cámara y pequeñas composiciones para piano. Continuaron las publicaciones de piezas más pequeñas, entre las que se incluían números de opus hasta 173 en la década de 1860, 50 entregas con canciones publicadas por Diabelli y docenas de primeras publicaciones de Peters, pero los manuscritos de muchas de las obras más largas, cuya existencia era poco conocida, permanecieron ocultos en los gabinetes y archivadores de la familia, amigos y editores del compositor. Incluso algunos de sus amigos desconocían el alcance total de lo que escribió y durante muchos años fue reconocido principalmente como el «príncipe de la canción», aunque hubo un reconocimiento de algunas de sus creaciones a gran escala. En 1838, Robert Schumann, en una visita a Viena, encontró el polvoriento manuscrito de la Sinfonía en do mayor (D. 944) y se lo llevó de regreso a Leipzig, donde Felix Mendelssohn lo interpretó y tuvo una buena recepción por parte de la Neue Zeitschrift für Musik. Un paso importante hacia la recuperación de las obras abandonadas fue el viaje a Viena que el historiador de la música George Grove y el compositor Arthur Sullivan realizaron en octubre de 1867. Desenterraron los manuscritos de seis de las sinfonías, partes de la música incidental de Rosamunda, la Misa n.º 1 en fa mayor (D. 105) y las óperas Des Teufels Lustschloss (D. 84), Fernando (D. 220), Der vierjährige Posten (D. 190) y Los amigos de Salamanca (D. 326), y varias otras obras sin nombre. Con estos descubrimientos, Grove y Sullivan pudieron informar al público de la existencia de estas obras. Además, pudieron copiar la Cuarta y Sexta sinfonías, la música incidental de Rosamunda y la obertura de Los amigos de Salamanca. Esto condujo a un interés público más generalizado en su obra.
La obra completa de Schubert, Franz Schubert's Werke, se publicó entre 1884 y 1897 por la editorial Breitkopf & Härtel. Fue especialmente relevante, dentro de esta, la edición de las canciones, encomendada al musicólogo y compositor Eusebius Mandyczewski, quien realizó un trabajo tan meticuloso que todavía hoy es de referencia. También incluía una contribución realizada por Johannes Brahms, editor de la primera serie que contiene ocho sinfonías. En la segunda mitad del siglo XX comenzó la publicación del Neue Schubert-Ausgabe por Bärenreiter.
Dado que relativamente pocas de sus obras se publicaron en su vida, sólo un pequeño número de ellas tiene números opus asignados e incluso en esos casos, la secuencia de los números no da una buena indicación del orden de composición. El musicólogo austríaco Otto Erich Deutsch compiló el primer catálogo completo de las obras de Schubert. El catálogo de Deutsch (Deutsch-Verzeichnis) se publicó por primera vez en inglés en 1951 y posteriormente fue revisado para una nueva edición en alemán en 1978. La numeración tradicional de las obras de Schubert fue sustituida poco a poco por la catalogación que hizo Deutsch. La notación se compone de la letra D o D. seguida por un número y, en algún caso, una letra minúscula para insertos o hallazgos posteriores. Por ejemplo, la Sinfonía n.º 8 «Inacabada» o «Incompleta» lleva como número de catálogo D. 759.

#### Problemas de numeración
La confusión surgió bastante temprano sobre la numeración de las últimas sinfonías de Schubert. Su última sinfonía completa, la Sinfonía Grande en do mayor D. 944, recibió los números 7, 8, 9 y 10, dependiendo de la publicación. Del mismo modo, la Inacabada D. 759 fue numerada con los números 7, 8 y 9.
El orden seguido generalmente para estas sinfonías tardías es:
- N.º 7: mi mayor, D. 729
- N.º 8: si menor, D. 759 Inacabada
- N.º 9: do mayor, D. 944 Grande
- N.º 10: re mayor, D. 936A

Surgió una confusión aún mayor sobre la numeración de las sonatas para piano, con sistemas de numeración que van de 15 a 23 sonatas.

### Instrumentos
Entre los pianos a los que Schubert tuvo acceso había un piano Benignus Seidner (ahora exhibido en la casa de nacimiento de Schubert en Viena) y un piano Anton Walter & Sohn (Museo de Historia del Arte de Viena en Viena). También estaba familiarizado con instrumentos del constructor de pianos vienés Conrad Graf.

## Legado

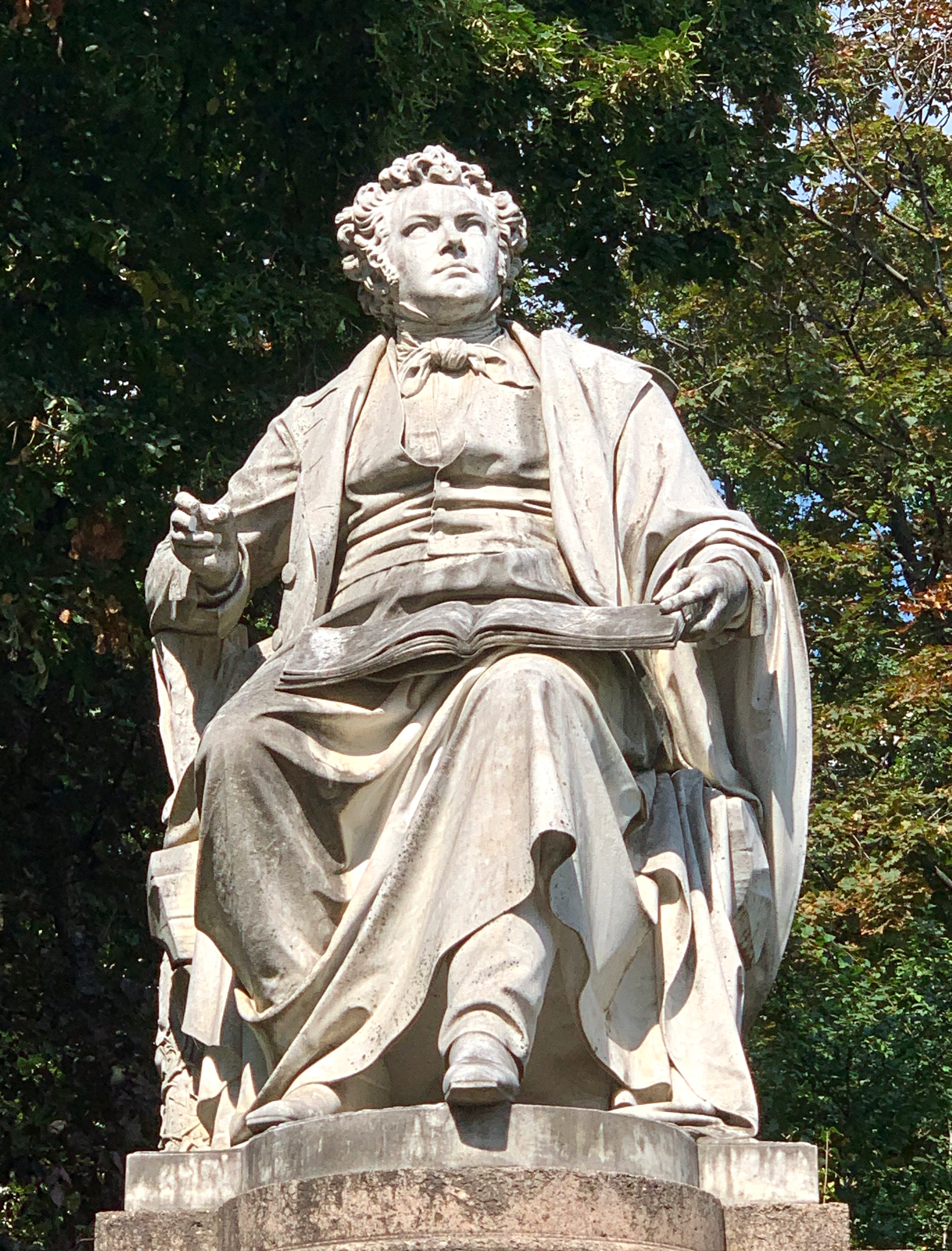
Schubert Denkmal («Monumento a Schubert») en el Stadtpark de Viena.

Grillparzer expresó en el epitafio de Schubert el sentimiento de pérdida que generaba su prematura muerte a los 31 años: «El arte de la música no sólo ha enterrado aquí un preciado tesoro, sino esperanzas aún más espléndidas»). Algunos músicos destacados comparten una opinión similar, incluido el pianista Radu Lupu, quien dijo: «[Schubert] es el compositor que realmente lamento que muriera tan joven ... Justo antes de morir, cuando escribió su hermoso Quinteto para cuerda de dos violonchelos en do, dijo muy modestamente que estaba tratando de aprender un poco más sobre el contrapunto y tenía toda la razón. Nunca sabremos en qué dirección iba o habría ido». Sin embargo, otros han expresado su desacuerdo con esta visión inicial. Por ejemplo, Robert Schumann dijo: «No tiene sentido adivinar qué más pudo haber logrado [Schubert]. Hizo lo suficiente y que estén satisfechos los que se hayan esforzado y conseguido lo que él logró» y el pianista András Schiff dijo que «Schubert vivió una vida muy corta, pero fue una vida muy condensada. En 31 años, vivió más de lo que otras personas vivirían en 100 y no es necesario especular qué podría haber escrito si hubiera vivido otros 50 años. Es irrelevante, como con Mozart. Estos son los dos genios naturales de la música».
La Wiener Schubertbund, una de las principales sociedades corales de Viena, se fundó en 1863, mientras se desarrollaba el Gründerzeit. La Schubertbund se convirtió rápidamente en un punto de encuentro para los maestros de escuela y otros miembros de la clase media vienesa que se sintieron cada vez más acosados durante el Gründerzeit y las secuelas del pánico de 1873. En 1872, se erigió el Schubert Denkmal («Monumento a Schubert»), un regalo a la ciudad del principal coro masculino de Viena, el Wiener Männergesang-Verein, que actuó en el evento. El monumento lo diseñó el escultor austríaco Carl Kundmann y está ubicado en el Stadtpark de Viena.
La música de cámara de Schubert sigue siendo popular. En una encuesta realizada por la emisora de radio australiana ABC Classic FM en 2008, sus obras de cámara dominaron el campo, con el Quinteto La Trucha en primer lugar, el Quinteto para cuerda en do mayor en segundo y el Nocturno en tercera posición. Además, ocho de sus obras de cámara se encontraban entre las 100 piezas clasificadas: ambos tríos para piano, el Cuarteto de cuerda n.º 14 («La muerte y la doncella»), el Cuarteto de cuerda n.º 15, la Sonata arpeggione, el Octeto, la Fantasía en fa menor para piano a cuatro manos y el Adagio y rondó concertante para cuarteto con piano.
El principal crítico de música de The New York Times Anthony Tommasini, que ubica a Schubert como el cuarto compositor más grande, escribió de él:

You have to love the guy, who died at 31, ill, impoverished and neglected except by a circle of friends who were in awe of his genius. For his hundreds of songs alone – including the haunting cycle Winterreise, which will never release its tenacious hold on singers and audiences – Schubert is central to our concert life... Schubert's first few symphonies may be works in progress. But the Unfinished and especially the Great C major Symphony are astonishing. The latter one paves the way for Bruckner and prefigures Mahler.
Tienes que amar al tipo, que murió a los 31 años, enfermo, empobrecido y descuidado, excepto por un círculo de amigos que estaban asombrados de su genio. Sólo por sus cientos de canciones, incluido el inquietante ciclo Viaje de invierno, que nunca liberará su tenaz dominio sobre los cantantes y el público, Schubert es fundamental para nuestra vida de conciertos ... Las primeras pocas sinfonías de Schubert pueden ser obras en curso. Pero la Sinfonía inacabada y especialmente la Grande en do mayor son asombrosas. La última allana el camino para Bruckner y presagia a Mahler.

### Influencias en otros músicos
Desde la década de 1830 hasta la de 1870, Franz Liszt transcribió y arregló varias obras de Schubert, particularmente las canciones. Liszt, que tuvo una influencia significativa en la difusión de la obra de Schubert después de su muerte, dijo que era «el músico más poético que jamás haya existido». Las sinfonías de Schubert fueron de particular interés para Antonín Dvořák. Hector Berlioz y Anton Bruckner reconocieron la influencia de la Sinfonía Grande. Fue Robert Schumann quien, después de haber visto el manuscrito de la Sinfonía Grande en Viena en 1838, llamó la atención de Mendelssohn, quien dirigió la primera interpretación de la sinfonía, en una versión muy resumida, en Leipzig en 1839. En el siglo XX, compositores como Richard Strauss, Anton Webern, Benjamin Britten, George Crumb y Hans Zender impulsaron u homenajearon al compositor en algunas de sus obras. Britten, un pianista consumado, acompañó a muchos de los lieder de Schubert e interpretó numerosas obras de piano solo y dúo. El grupo alemán de música electrónica Kraftwerk tiene una pieza instrumental titulada «Franz Schubert» en su álbum Trans Europa Express de 1977.

### Conmemoraciones
En 1897, el centenario del nacimiento de Schubert estuvo marcado en el mundo musical por festivales y actuaciones dedicadas a su música. En Viena, hubo diez días de conciertos y el emperador Francisco José dio un discurso reconociendo a Schubert como el creador del lied y uno de los hijos predilectos de Austria. En Karlsruhe se vio la primera producción de su ópera Fierrabras.
En 1928, se celebró en Europa y Estados Unidos la Semana Schubert para conmemorar el centenario de la muerte del compositor. Sus obras se interpretaron en iglesias, salas de conciertos y emisoras de radio. Se llevó a cabo una competición, con un premio de 10 000 dólares y el patrocinio de la Columbia Phonograph Company para «obras sinfónicas originales presentadas como una apoteosis del genio lírico de Schubert y dedicadas a su memoria». La ganadora fue la Sexta sinfonía de Kurt Atterberg.

### En la cultura popular

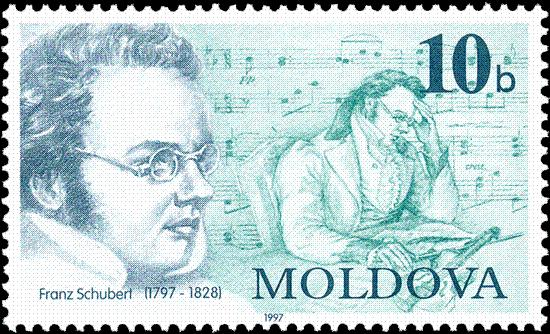
Sello postal de Moldavia para conmemorar el bicentenario del compositor (1997).

Schubert ha aparecido como personaje en varias películas, incluyendo Schubert's Dream of Spring (1931), Gently My Songs Entreat (1933), Serenade (1940), The Great Awakening (1941), It's Only Love (1947), Franz Schubert (1953), Das Dreimäderlhaus (1958) y Mit meinen heißen Tränen (1986). Su música también ha aparecido en numerosas películas posteriores a la era muda, incluida Fantasía de Walt Disney (1940), que incluye el «Ave María» (D. 839); y la película biográfica Carrington (1995), que presenta el segundo movimiento del Quinteto para cuerda en do mayor (D. 956), así como la versión en inglés de Chatrán (1989), que presenta «Serenade» y «Auf dem Wasser zu singen» (D. 774). Además, se ha usado su música en más de 840 películas y programas de televisión.
La vida de Schubert fue cubierta en el documental Franz Peter Schubert: The Greatest Love and the Greatest Sorrow de Christopher Nupen (1994) y en el documental Schubert – The Wanderer de András Schiff y Mischa Scorer (1997), ambos producidos para BBC.
El asteroide (3917) Franz Schubert, descubierto por Freimut Börngen el 15 de febrero de 1961, recibe su nombre en su honor. La ensenada Schubert, situada en la costa oeste de la isla Alejandro I en la Antártida, lleva su nombre por el compositor.